# Červený Újezd (powiat Praga-Zachód)
Červený Újezd – gmina w Czechach, w powiecie Praga-Zachód, w kraju środkowoczeskim. Według danych z dnia 1 stycznia 2013 liczyła 1 033 mieszkańców.